# Artie Shaw

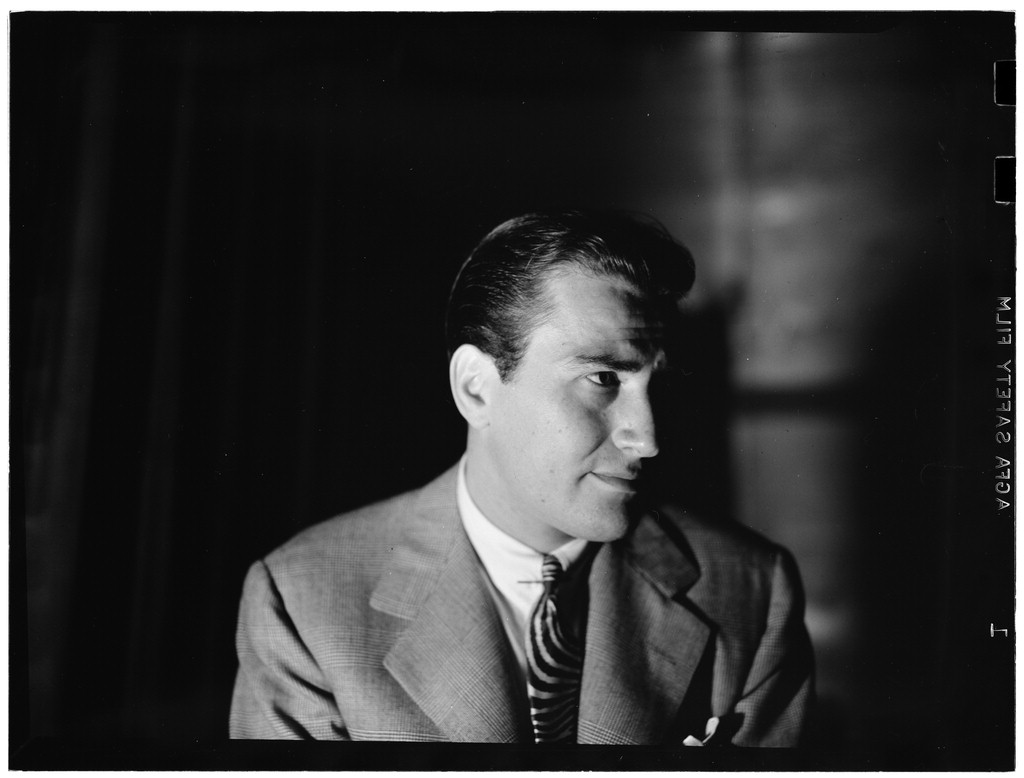
Artie Shaw, um 1947, Fotografie von William P. Gottlieb

Artie Shaw (* 23. Mai 1910 in New York City, New York; † 30. Dezember 2004 in Thousand Oaks, Kalifornien; eigentlich Arthur Jacob Arshawsky) war ein amerikanischer Jazz-Klarinettist, Arrangeur, Komponist, Bandleader und Autor.

## Leben
Aufgewachsen in New Haven, Connecticut, startete er seine Laufbahn ursprünglich als Saxophonist in der lokalen Highschool-Band und begann Anfang der 1930er Jahre seine professionelle Karriere, unter anderem bei Johnny Cavallaro, Roger Wolfe Kahn und 1927–1929 bei Austin Wylie in Cleveland, danach von 1929 bis 1931 bei Irving Aaronson. Nachdem er einige Jahre als freischaffender Musiker mit Red Nichols, Red Norvo, Vincent Lopez, Teddy Wilson und anderen gearbeitet hatte, zog er sich 1934/35 vorübergehend aus der Musikszene zurück. Zusammen mit einem Streichquartett erschien er im Sommer 1935 mit einem Auftritt im New Yorker Imperial Theatre, was durch den im Swing unüblichen Einsatz der Streichinstrumente große Beachtung fand und ihm ermöglichte, die Gründung eines Tanzorchesters mit Blechbläsern, Streichern, Rhythmusgruppe und nur einem Saxophonisten (Tony Pastor) vorzubereiten. Diese erste Formation Shaws mit Peg LaCentra als Bandvokalistin bestand jedoch nur kurzlebig.
1936 machte er Aufnahmen mit Billie Holiday („Billie’s Blues“), Frankie Trumbauer und Bunny Berigan; Ende 1936 gründete er eine neue Bigband, die zu den erfolgreichsten Orchestern der Swing-Ära zählen sollte. Diese bestand aus fünf Blechbläsern (darunter Buddy Morrow und Lee Castle), vier Saxophonisten (wie Georgie Auld) und vier Musikern in der Rhythmusgruppe, unter anderem mit Buddy Rich. Schallplattenaufnahmen erfolgten für RCA Victor und ebenso für dessen Sublabel Bluebird Records. Ende des Jahres gelang ihm der erste von insgesamt 54 Hits in seiner Karriere mit dem Song There’s Frost on the Moon. Bemerkenswert waren die Streicher, die Shaw für seine erste Bluebird-Session verwendete. Sein größter Hit war schließlich Begin the Beguine (1938), der ihn landesweit bekannt machte; Bandsängerin war 1939 Helen Forrest.
Im Dezember 1939 zog er sich für einige Monate nach Mexiko zurück, um dann mit einem erweiterten Ensemble auf die musikalische Bühne zurückzukehren; 1940 hatte er mit Frenesi einen weiteren Hiterfolg. Neben der Bigband, die in den 1940er Jahren mehrere Neuauflagen erlebte, arbeitete er mit der kleineren Formation Gramercy Five, zu der unter anderem Billy Butterfield, Roy Eldridge, Johnny Guarnieri an der Celesta und Nick Fatool gehörten. Die Arrangements für die Bigbands Shaws schrieben Jerry Gray, Lennie Hayton, Fred Norman, Bill Challis, Ray Conniff, Margie Gibson, Paul Jordan und Shaw selbst. In seinem Orchester saßen in den 1940er Jahren bekannte Musiker wie Vernon Brown, Red Allen, J. C. Higginbotham, Benny Carter oder Dave Tough.
Während des Zweiten Weltkriegs leitete er eine Big Band der Kriegsmarine, mit der er 1943 und 1944 im Pazifik-Gebiet zum Zweck der Truppenbetreuung tourte. 1944 stellte er eine neue Bigband samt Gramercy Five zusammen, diesmal mit Roy Eldridge, Dodo Marmarosa und Barney Kessel als wichtigsten Solisten. In dieser Zeit entstanden auch Aufnahmen mit Mel Tormé und seinen Mel-Tones (They Can’t Convince Me). Mit Streichern und als Solist im klassischen Kontext trat er 1949 in der New Yorker Carnegie Hall auf. Ende dieses Jahres versuchte er sich auch im Cool-Jazz-Kontext und spielte bei einer Session mit Al Cohn, Zoot Sims, Jimmy Raney und Frank Socolow. 1950 begleitete er mit seinem kleinen Ensemble Mary Ann McCall, Connee Boswell und Dick Haymes. Nachdem er 1950 seine Bigband aufgelöst hatte und 1954 letzte Aufnahmen mit den Gramercy Five (unter anderem mit Tal Farlow, Joe Roland und Hank Jones) entstanden waren, zog er sich als aktiver Musiker zurück und gab das Klarinettenspiel ganz auf.
In den späteren Jahren lebte er in Newbury Park (Kalifornien), betätigte sich als Schriftsteller und widmete sich seiner zweiten Karriere als Filmproduzent bzw. Präsident einer Verleihfirma. Seine Autobiografie The Trouble with Cinderella und einige Bände mit Kurzgeschichten (Love You, I Hate You, Drop Dead) gehören zu seinen Publikationen. 1983 organisierte er erneut eine Bigband, dessen Leiter und führender Klarinettist Dick Johnson war; Shaw selbst trat nur selten mit dieser Gruppe auf. Achtmal war Shaw verheiratet, unter anderem mit Ava Gardner (Heirat 1945), Evelyn Keyes (Heirat 1957) und Lana Turner.
Artie Shaw starb 2004 im Alter von 94 Jahren. Er wurde auf dem Valley Oaks Memorial Park in Westlake Village, Kalifornien, beigesetzt.

## Werk und Würdigung
Artie Shaw gehörte zusammen mit Benny Goodman und Woody Herman zu den überragenden Klarinettisten der Swing-Zeit. Manche seiner Schallplatten aus den 1940er Jahren, wie etwa seine Version von Stardust, zählen zu den großartigsten Aufnahmen im Jazz. Ihm gebührt zudem die Ehre, Buddy Rich entdeckt und für seine Band verpflichtet zu haben. Des Weiteren integrierte er des Öfteren afroamerikanische Musiker in seine jeweiligen Bands, so etwa Billie Holiday, Lena Horne, Hot Lips Page und Roy Eldridge.
Stilistisch unterscheidet sich Shaw von seinem „Rivalen“ Goodman in der unterschiedlichen Behandlung der Klarinette, indem sie „deutlich verschiedene Ausdruckbereiche entwickelt hatten: Goodman extrovertiert, spannungsgeladen, brillant vor allem; Shaw dagegen lyrisch, voller Wärme und mit einem charakteristischen, unnachahmlich vollen Ton, mal verhangen, mal messerscharf, nicht zufällig von Barney Bigard bewundert, der Shaw als seinen unbedingten Lieblingsklarinettisten bezeichnete.“
Im Gegensatz zu Goodman, der sein Orchester „als Rahmen seiner solistischen Leistungen gelten ließ“, betrachtete Shaw „die Bigband schon immer von einem symphonischen Standpunkt aus;“ „Shaws (Band spielte) mit einem Hang zur Verfeinerung“, was ihm bei Kritikern das Markenzeichen „impressionistisch“ einbrachte. „Die Verwendung ausgeweiteter Harmonik, auch neuartige Instrumenten-Kombinationen und die gelegentliche Einbeziehung von Streichern oder der Celesta als Interplay-Partner der Klarinette in der Gramercy Five (…), dazu der kammermusikalische Grundton und die sprichwörtliche Variabilität Shaws in der Tempowahl sind unüberhörbare Elemente seiner Sprache.“
Shaw galt zeit seines Lebens als der Intellektuelle unter den Bigband-Leadern und versuchte sich auch an der Schriftstellerei. 2004 erhielt er den Lifetime Achievement Grammy Award für sein Lebenswerk und wurde mit der NEA Jazz Masters Fellowship 2005 ausgezeichnet.

## Werke
Shaw komponierte unter anderem ein Jazz-Klarinettenkonzert für B-Klarinette. Dieses wurde in dem Film Swing-Romanze aufgeführt, mit Artie Shaw als Solist und Dirigent.

## Diskographische Hinweise

Artie Shaw – Begin The Beguine

Artie Shaws Werk von 1936 bis 1954 wird in chronologischer Abfolge von dem Label Classics veröffentlicht. Shaw selbst besorgte eine aus fünf CDs bestehende Ausgabe seiner Aufnahmen von 1938 bis 1954 bei Bluebird (Self Portrait). Weitere CD-Veröffentlichungen sind Mitschnitte seiner Konzerte 1940/41 in Los Angeles (Hollywood Palladium 1941 und  In Hollywood 1940–1941) auf Hep Records. Auf Hep erschien auch In the Beginning mit Einspielungen seines ersten Streichquartetts und den Ensemblespielern Lee Castle, Tony Pastor und Joe Lipman. Das RCA-Album The Complete Gramercy Five Sessions enthält die Schallplatten des kleinen Shaw-Ensembles aus den Jahren 1940 bis 1945, einschließlich seines Hits Summit Ridge Drive/Special Delivery Stomp mit Billy Butterfield, Roy Eldridge und Johnny Guarnieri. Das RCA-Bluebird Album Blues in the Night enthält weitere Aufnahmen von 1941–1945, unter anderem mit Eldridge und Hot Lips Page als Sänger von Blues in the Night, St. James Infirmary und Take Your Shoes Off, Baby. Shaws letzte Aufnahmen mit Hank Jones und Tal Farlow enthält das Album The Last Recordings (Musicmasters).

## Sammlung
- Classic Artie Shaw Bluebird and Victor Sessions 1938–1945 – (Mosaic, 2009) – 7 CDs[5] mit Chuck Peterson tp, Johnny Best, Ted Vesely tb, Tony Pastor, Sid Weiss, Cliff Leeman dm, Billie Holiday, Bernie Privin, Georgie Auld, George Wettling, Buddy Rich, Dave Barbour, Bill Rank tb, Dick Clark, Stan Wrightsman p, Skitch Henderson, Billy Butterfield, Johnny Guarnieri, Nick Fatool, Jack Cathcart tp, Vernon Brown, Jerry Jerome, Ray Conniff, Clyde Hurley tp, Lee Castle, Toots Mondello, Henry Red Allen, J. C. Higginbotham, Benny Carter, Lena Horne, Max Kaminsky, Hot Lips Page, Mike Bryan, Dave Tough, Roy Eldridge, Dodo Marmarosa, Barney Kessel, Herbie Steward

## Filme
- 1985: Artie Shaw: Time Is All You’ve Got, Dokumentarfilm von Brigitte Berman, 1987 ausgezeichnet mit dem Oscar als bester Dokumentarfilm.

## Schriften
- Artie Shaw: The Trouble with Cinderella (An Outline of Identity). Farrar, Straus and Young, New York 1952, Da Capo 1978

### Musikbeispiele
- Artie Shaw: Nightmare auf YouTube
- Artie Shaw: Begin the Beguine auf YouTube